# North Bergen
North Bergen è un comune (township) degli Stati Uniti d'America, nella contea di Hudson, nello Stato del New Jersey.
La cittadina si trova nella regione collinare denominata New Jersey Palisades.
Fa parte della cosiddetta North Hudson, nome collettivo che raggruppa cinque comuni della contea di Hudson: North Bergen, Union City, Guttenberg, West New York e Weehawken, facenti parte dell'area metropolitana di New York.
North Hudson ospita la più grande comunità cubana degli Stati Uniti al di fuori della Florida.

## Infrastrutture e trasporti
La città è servita dalla tranvia Hudson-Bergen.